# Samuele
Samuele (pronunciato samuˈɛle) è un nome proprio di persona italiano maschile.

## Varianti
- Maschili: Samuel[3]
- Femminili: Samuela[3]

### Varianti in altre lingue
- Albanese: Samuel[5]
- Amarico: ሳሙኤል (Samuel)[2]
- Armeno: Սամվել (Samvel)[2]
- Basco: Samel[6]
- Bulgaro: Самуил (Samuil)[2]
- Catalano: Samuel[6]
- Ceco: Samuel[2]
- Danese: Samuel[2][4]
- Ebraico: שְׁמוּאֵל (Š-M-U-ʼ-L, Šəmûʼēl, Shemuʾel, Shemiel, Shmuel)[1][2][3][7]
- Figiano: Samuela[2]
- Finlandese: Samuli[2][4], Samuel[2]
  - Ipocoristici: Sami[2], Samu[2], Samppa[2]
- Francese: Samuel[2]
- Gallese: Sawyl[2]
- Greco biblico: Σαμουηλ (Samouēl)[1][2][3][7]
- Inglese: Samuel[2][4][7]
  - Ipocoristici: Sam, Sami, Sammy, Sammie[2][4]
- Latino ecclesiastico: Samuel[1][3][7], Samuhel[2]
- Macedone: Самоил (Samoil)[2]
- Norvegese: Samuel[2][4]
- Olandese: Samuel[2], Samuël[2]
- Polacco: Samuel[2][4]
- Portoghese: Samuel[2]
- Rumeno: Samuel[2]
- Russo: Самуил (Samuil)[2][4]
- Slovacco: Samuel[2]
- Spagnolo: Samuel[2][4][6]
  - Ipocoristici: Samu[2]
- Svedese: Samuel[2][4]
- Tedesco: Samuel[2][4]
- Ucraino: Самуіл (Samuil)
- Ungherese: Sámuel[2][4]
  - Ipocoristici: Samuka[4], Samu[2][4]

In Tanzania e Kenya è usata anche la forma Samwel

## Origine e diffusione

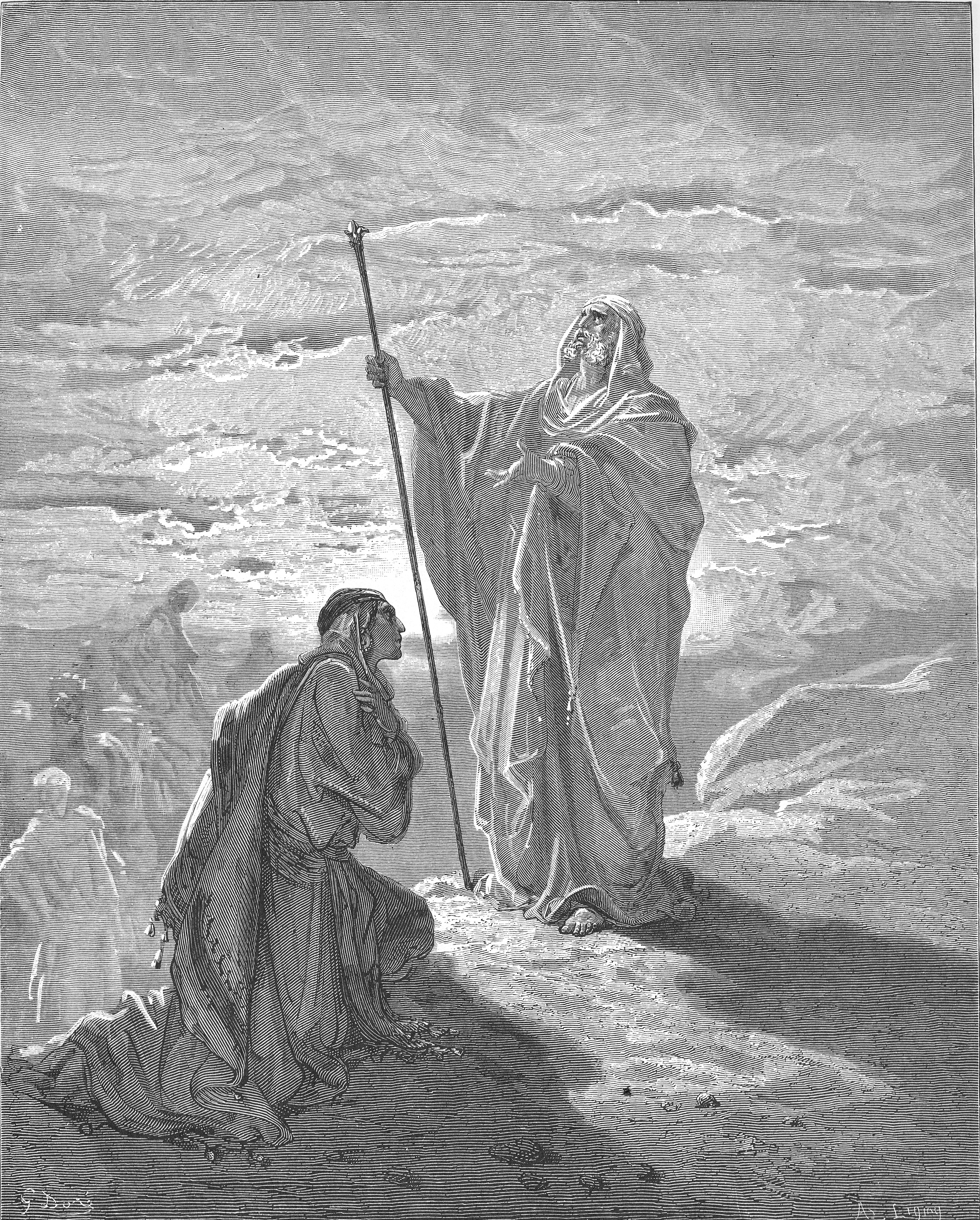
Samuele benedice Saul, incisione di Gustave Doré

Deriva dal nome ebraico שְׁמוּאֵל (Šəmûʼēl, Shemuʾel, ʃəmu.ʔe̞jl): è composto da שֵׁם (šəm o shem, "nome", da cui anche Sem) e אֵל (ʾel, "Dio"), quindi il suo significato può essere interpretato come "[il] nome di Dio" (in senso lato: "che porta il nome di Dio") o "il suo nome (cioè il nome di chi ha dato il figlio) è Dio". 
È un nome biblico, portato nell'Antico Testamento da Samuele, profeta e ultimo dei Giudici d'Israele; il testo sacro (1Sa 1:20) afferma che "Anna concepì e partorì un figlio, che chiamò Samuele; perché disse, l'ho chiesto al Signore", collegando quindi la prima parte del nome con il verbo שָׁמַע (shamaʿ, "ascoltare"); anche alcune fonti moderne riportano questa interpretazione, dando al nome il senso di "Dio ha sentito" o "Dio ascolta", che però è con tutta probabilità un'etimologia popolare, come accade di frequente nell'Antico Testamento.
Nonostante la figura del profeta Samuele e il culto di alcuni santi, storicamente ha avuto poca diffusione tra i cristiani. In Italia, negli anni 1970, se ne contavano 3 400 occorrenze, di cui quasi la metà in Lombardia. Nelle comunità cristiane dei paesi anglofoni venne introdotto con la Riforma protestante, e da allora è sempre stato molto popolare sia nel Regno Unito, sia negli Stati Uniti, nei quali è rimasto costantemente nella classifica dei 100 nomi più diffusi sin dal 1880. Secondo alcune interpretazioni il nome Samantha sarebbe nato come forma femminile di Samuel.

## Onomastico
L'onomastico si può festeggiare in una delle seguenti date:
- 16 febbraio, san Samuele, martire del IV secolo con Daniele, Elia, Geremia e Isaia a Cesarea marittima[6][9]
- 3 marzo, beato Samuele Marzorati, sacerdote e martire con altri compagni a Gondar (Etiopia)[9]
- 20 agosto, san Samuele, profeta e giudice d'Israele[9]
- 10 ottobre, san Samuele, martire francescano con Daniele e altri compagni a Ceuta[1][9]
- 30 novembre, san Samuele I, secondo Catholicos della Chiesa ortodossa georgiana

## Persone
- Samuele, zar di Bulgaria
- Samuele Aba, re d'Ungheria
- Samuele Aboab, rabbino italiano

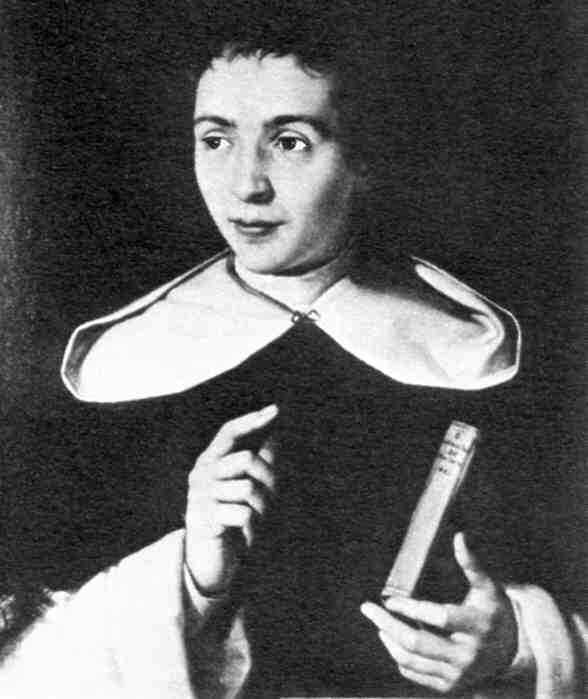
Samuele Mazzuchelli

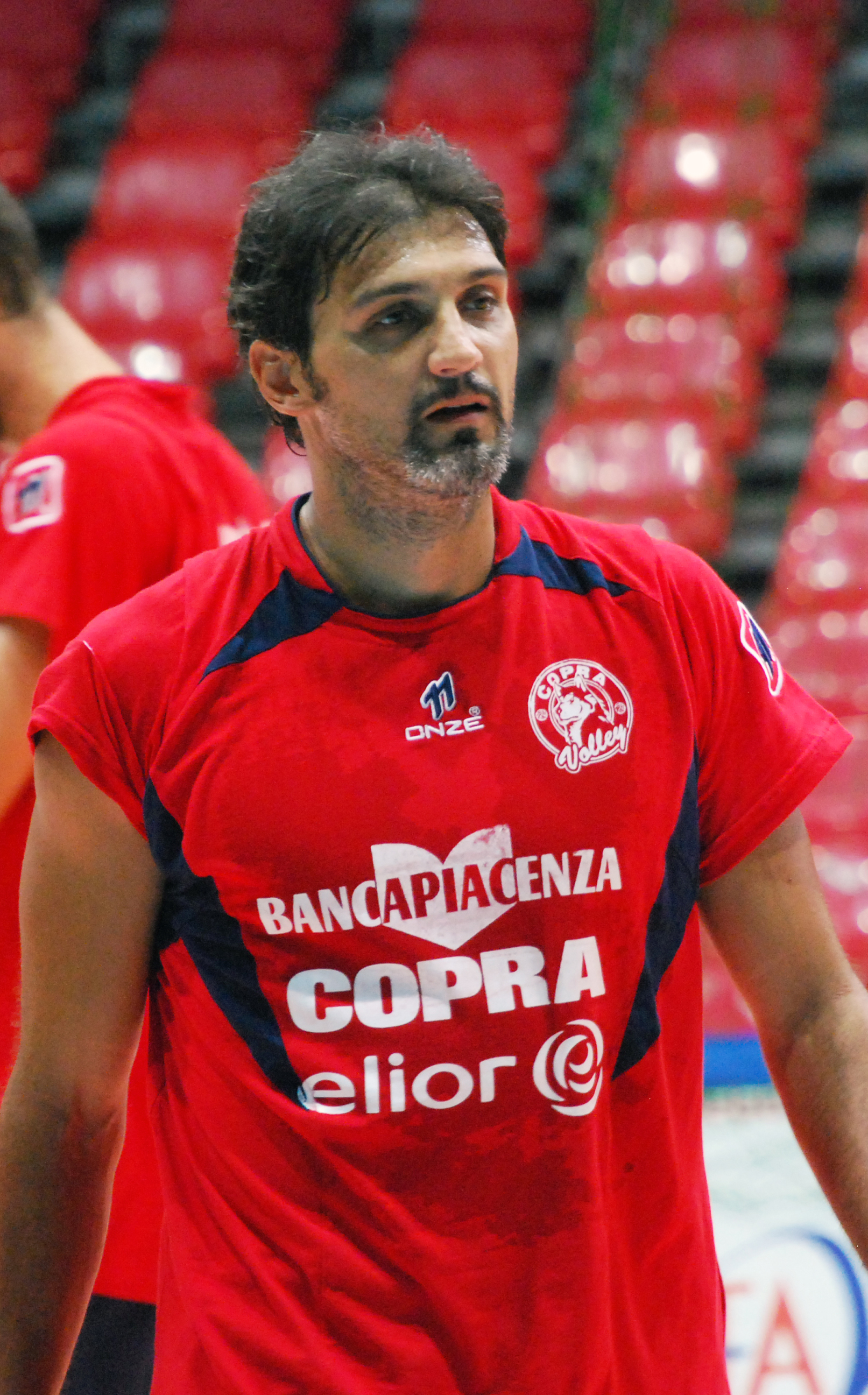
Samuele Papi

- Samuele Bersani, cantautore italiano
- Samuele Biava, poeta italiano
- Samuele Dalla Bona, calciatore italiano
- Samuele Gabai, pittore e incisore svizzero
- Samuele Jesi, incisore italiano
- Samuele Longo, calciatore italiano
- Samuele Mazzuchelli, missionario italiano
- Samuele Papi, pallavolista e allenatore di pallavolo italiano
- Samuele Romanin, storico italiano
- Samuele Ricci, calciatore italiano
- Samuele Sbrighi, attore e regista italiano
- Samuele Segoni, politico e geologo italiano
- Samuele Stochino, criminale e militare italiano
- Samuele Zopfi, imprenditore svizzero

### Variante Samuel

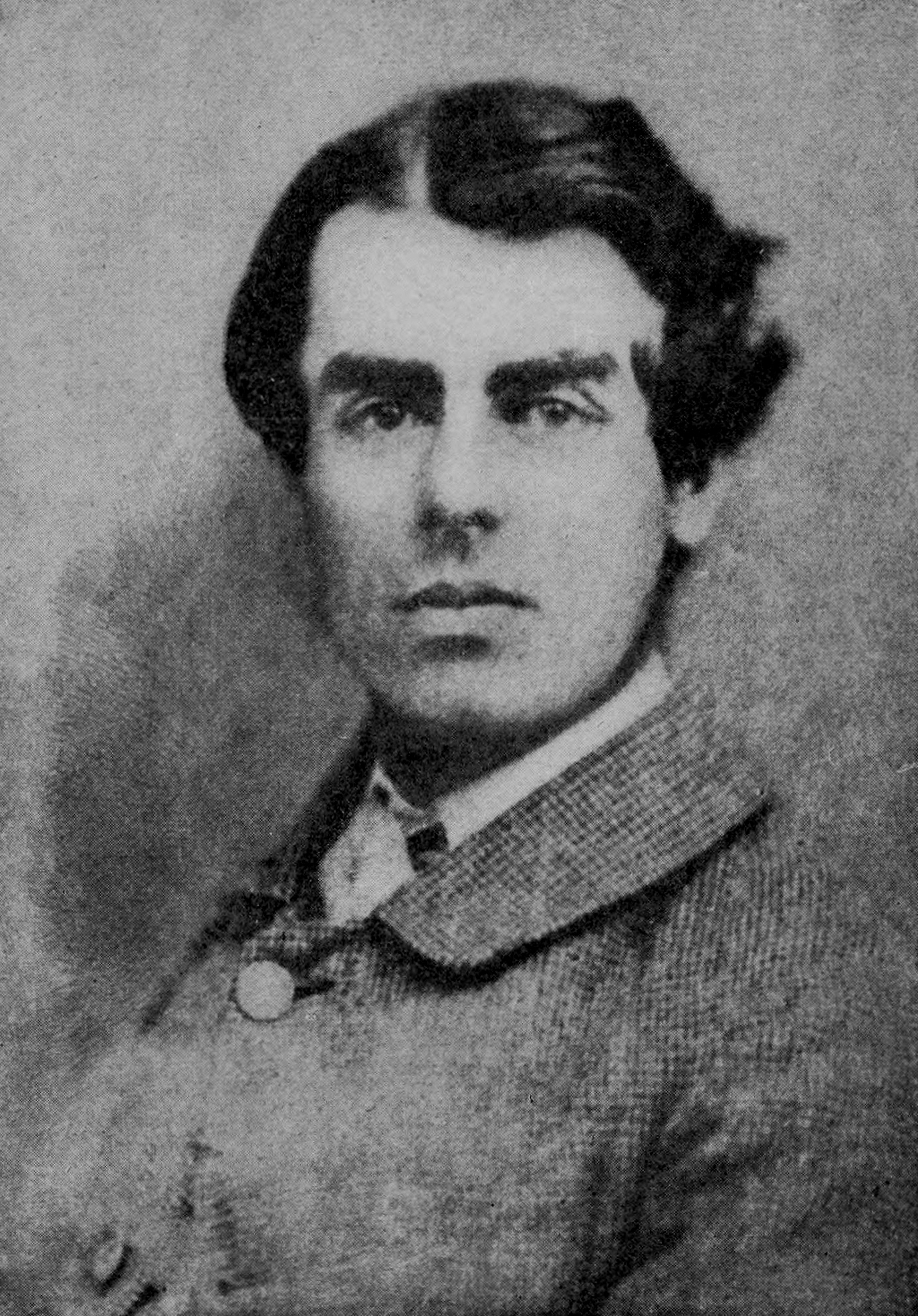
Samuel Butler

- Samuel Adams, politico statunitense
- Samuel Baker, esploratore britannico
- Samuel Barber, compositore statunitense
- Samuel Beckett, drammaturgo, scrittore, poeta, traduttore e sceneggiatore irlandese
- Samuel Butler, scrittore inglese
- Samuel Taylor Coleridge, poeta, critico letterario e filosofo britannico
- Samuel Colt, inventore e imprenditore statunitense
- Samuel Eto'o, calciatore camerunese
- Samuel Goldwyn, produttore cinematografico polacco naturalizzato statunitense
- Samuel L. Jackson, attore e produttore cinematografico statunitense
- Samuel Johnson, critico letterario, poeta, saggista, biografo e lessicografo britannico
- Samuel Morse, pittore, inventore e storico statunitense
- Samuel Parris, pastore protestante inglese
- Samuel Pepys, politico e scrittore inglese
- Samuel von Cocceji, giurista tedesco

### Variante Shmuel

Shmuel Yosef Agnon

- Shmuel Yosef Agnon, scrittore e poeta israeliano
- Shmuel Dayan, politico israeliano
- Shmuel Eisenstadt, sociologo e accademico israeliano
- Shmuel Gonen, generale israeliano
- Shmuel Katz, scrittore, storico e giornalista israeliano
- Shmuel Schneersohn, filosofo, mistico e religioso russo

### Altre varianti maschili

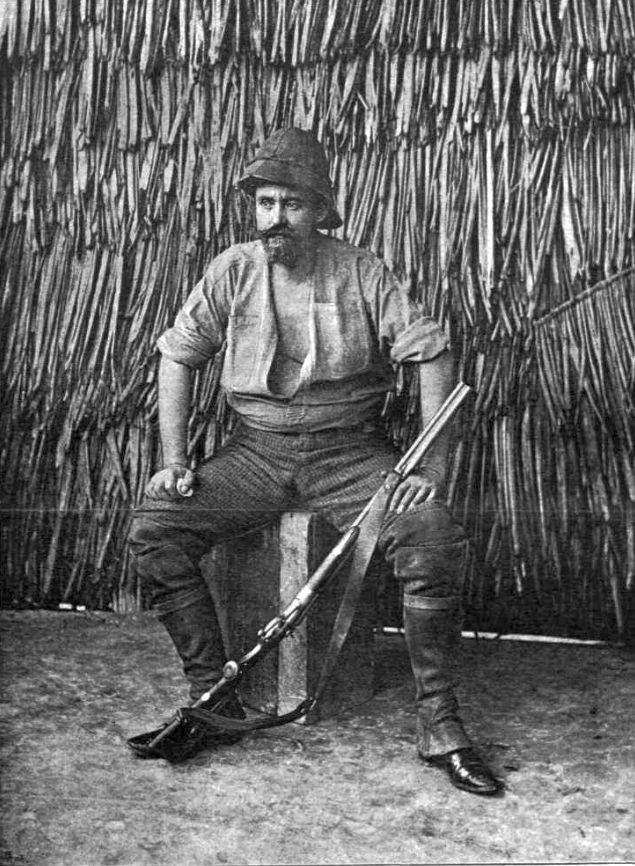
Sámuel Teleki

- Samuli Aro, pilota motociclistico finlandese
- Samvel Babayan, generale armeno
- Samuli Edelmann, attore e cantante finlandese
- Samuil Maršak, poeta russo
- Sawyl Penuchel, sovrano britannico
- Sámuel Teleki, esploratore austroungarico
- Samvel Ter-Sahakyan, scacchista armeno
- Samuela Vunisa, rugbista a 15 figiano

### Variante femminile Samuela
- Samuela Comola, biatleta italiana
- Samuela De Nardi, pilota motociclistica italiana
- Samuela Sardo, attrice italiana

## Il nome nelle arti
- Samuel Fergusson è un personaggio del libro Cinque settimane in pallone di Jules Verne.
- Samuel Oak è un personaggio della serie Pokémon.
- Samuel Rodrigues è un personaggio del videogioco Metal Gear Rising: Revengeance.
- Samuel "Sam" Winchester è un personaggio della serie televisiva Supernatural.